# Ourapteryx consociata
Ourapteryx consociata là một loài bướm đêm trong họ Geometridae.